# Jessica Turner
Jessica Turner (ur. 8 sierpnia 1995) – brytyjska lekkoatletka, płotkarka
Półfinalistka mistrzostw Europy juniorów w Rieti (2013). Rok później startowała na juniorskich mistrzostwach świata w Eugene, podczas których dotarła do półfinału biegu na 400 metrów przez płotki. Srebrna medalistka młodzieżowych mistrzostw Europy z Bydgoszczy (2017).
Medalistka mistrzostw Wielkiej Brytanii.
Rekord życiowy w biegu na 400 metrów przez płotki: 54,77 (29 maja 2021, Oordegem).

## Osiągnięcia
| Rok  | Impreza                                 | Miejsce    | Konkurencja                     | Lokata     | Wynik           |
| ---- | --------------------------------------- | ---------- | ------------------------------- | ---------- | --------------- |
| 2013 | Mistrzostwa Europy juniorów             | Rieti      | bieg na 400 metrów przez płotki | półfinał   | 61,09           |
| 2014 | Mistrzostwa świata juniorów             | Eugene     | bieg na 400 metrów przez płotki | półfinał   | 60,39           |
| 2017 | Młodzieżowe mistrzostwa Europy          | Bydgoszcz  | bieg na 400 metrów przez płotki | 2. miejsce | 56,08           |
| 2017 | Młodzieżowe mistrzostwa Europy          | Bydgoszcz  | sztafeta 4 × 400 metrów         | 4. miejsce | 3:30,74         |
| 2017 | Mistrzostwa świata                      | Londyn     | bieg na 400 metrów przez płotki | eliminacje | 56,98           |
| 2017 | Uniwersjada                             | Tajpej     | bieg na 400 metrów przez płotki | 5. miejsce | 57,45           |
| 2018 | Igrzyska Wspólnoty Narodów              | Gold Coast | bieg na 400 metrów przez płotki | eliminacje | 58,26           |
| 2019 | Superliga drużynowych mistrzostw Europy | Bydgoszcz  | sztafeta 4 × 400 metrów         | 2. miejsce | 3:27,12         |
| 2019 | Mistrzostwa świata                      | Doha       | bieg na 400 metrów przez płotki | półfinał   | 55,87           |
| 2019 | Mistrzostwa świata                      | Doha       | sztafeta 4 × 400 metrów         | 4. miejsce | 3:23,02 (elim.) |
| 2021 | World Athletics Relays                  | Chorzów    | sztafeta 4 × 400 metrów         | 3. miejsce | 3:29,27 (elim.) |
| 2021 | Igrzyska olimpijskie                    | Tokio      | bieg na 400 metrów przez płotki | półfinał   | 61,36           |